# HD218391
HD218391 — хімічно пекулярна зоря спектрального класу A1, що має видиму зоряну величину в смузі V приблизно  9,4.
Вона  розташована на відстані близько 13046,3 світлових років від Сонця.